# Cherry Valley (Illinois)
Ne doit pas être confondu avec Cherry (Illinois).
Le village de Cherry Valley (Illinois) est une communauté du sud-est de Rockford au bord de la vallée de la rivière Kishwaukee dans les comtés de Winnebago et de Boone. La population s'élevait à 2 191 personnes en 2000. Sa population était estimée à 3 042 personnes en 2007.
Cherry Valley fait partie de l'aire urbaine de Rockford.